# Light novel di DanMachi

Copertina del primo volume dell'edizione italiana, raffigurante i protagonisti Estia e Bell Cranel

Questa è la lista delle light novel della serie DanMachi di Fujino Ōmori.
La serie di light novel è stata scritta da Fujino Ōmori con le illustrazioni di Suzuhito Yasuda. Il primo volume è stato pubblicato da SB Creative, sotto l'etichetta GA Bunko, il 15 gennaio 2013 e al 15 dicembre 2024 ne sono stati messi in vendita in tutto venti. In Italia la serie è stata annunciata al Lucca Comics & Games 2015 da J-Pop e pubblicata a partire dal 29 giugno 2016.
Una serie di light novel spin-off, intitolata DanMachi: Sword Oratoria (ダンジョンに出会いを求めるのは間違っているだろうか外伝 ソード・オラトリア?, Danjon ni deai o motomeru no wa machigatte iru darō ka gaiden: Sōdo Oratoria) e scritta da Fujino Ōmori con le illustrazioni di Kiyotaka Haimura, ha avuto inizio con la pubblicazione del primo volume, edito sempre da SB Creative sotto l'etichetta GA Bunko, il 15 gennaio 2014. La storia segue le avventure di Ais Wallenstein, riproponendo alcuni eventi della trama principale dal suo punto di vista.
Un'altra serie di light novel spin-off, intitolata DanMachi: Familia Chronicle (ダンジョンに出会いを求めるのは間違っているだろうか ファミリアクロニクル?, Danjon ni deai o motomeru no wa machigatte iru darō ka: Famiria Kuronikuru) e scritta da Fujino Ōmori e illustrata da Nilitsu, ha iniziato la pubblicazione del primo volume, edito nuovamente da SB Creative sotto l'etichetta GA Bunko, il 15 marzo 2017. La storia ha come protagonisti vari personaggi già visti sia in DanMachi che in Sword Oratoria e le vicende vengono narrate dal loro punto di vista.

## Lista volumi

### DanMachi
| 1  | 15 gennaio 2013 | ISBN 978-4-7973-7280-9                                                      | 29 giugno 2016    | ISBN 978-88-6883-561-3 |
| 1  | Capitoli - Prologo. È forse sbagliato pretendere da un dungeon di farti incontrare delle ragazze? - Capitolo 1. Mondo realtà e aspirazione - Capitolo 2. È per questo che corro - Capitolo 3. La vigilia del risveglio - Capitolo 4. Per questo voglio essergli d'aiuto - Capitolo 5. I dispetti della dea - Capitolo 6. Bump of Chicken! - Epilogo. Familia Miyth      |                                                                             |                   |                        |
| 2  | 15 febbraio 2013 | ISBN 978-4-7973-7307-3                                                      | 10 agosto 2016    | ISBN 978-88-6883-781-5 |
| 2  | Capitoli - Prologo. Il sorriso di scherno di un debole - Capitolo 1. La supporter dopo l'appuntamento - Capitolo 2. La situazione della supporter - Capitolo di intermezzo. Aah, dee! - Capitolo 3. Ecco una magia che evoca delle cosce su cui riposare - Capitolo 4. L'alcolico divino - Capitolo 5. Reset - Epilogo. Dietro le quinte                                |                                                                             |                   |                        |
| 3  | 15 maggio 2013 (ed. regolare & limitata) | ISBN 978-4-7973-7362-2 (ed. regolare) ISBN 978-4-7973-7360-8 (ed. limitata) | 2 novembre 2016   | ISBN 978-88-6883-862-1 |
| 3  | Capitoli - Prologo. Alea iacta est - Capitolo 1. L'attacco della principessa della spada - Capitolo 2. Gli allenamenti speciali del toro e del coniglio - Capitolo 3. Black Raid - Capitolo 4. Il significato di un'avventura - Capitolo 5. Desiderio eroico - Epilogo. Da pagina 0 a pagina 1                                                                          |                                                                             |                   |                        |
| 4  | 14 dicembre 2013 (ed. regolare & limitata) | ISBN 978-4-7973-7514-5 (ed. regolare) ISBN 978-4-7973-7515-2 (ed. limitata) | 12 luglio 2017    | ISBN 978-88-6883-939-0 |
| 4  | Capitoli - Prologo. Il ragazzo più veloce del vicolo - Capitolo 1. L'incontro degli dei - Capitolo 2. Un ambiente diverso nuove relazioni - Capitolo 3. La situazione del fabbro - Epilogo. Next Stage - Dei campanelli per la dea |                                                                             |                   |                        |
| 5  | 15 maggio 2014 | ISBN 978-4-7973-7714-9                                                      | 15 novembre 2017  | ISBN 978-88-3275-234-2 |
| 5  | Capitoli - Prologo. Segni di un presagio - Capitolo 1. I piani centrali - Capitolo 2. Quanti metri mancano alla salvezza - Capitolo 3. Rischiare il tutto per tutto nel labirinto - Capitolo 4. Dungeon resort? - Capitolo 5. La festa dei fuorilegge - Capitolo 6. L'inno dell'eroe - Epilogo. Colui che punta le sue frecce al coniglio                               |                                                                             |                   |                        |
| 6  | 15 novembre 2014 (ed. regolare & limitata) | ISBN 978-4-7973-8058-3 (ed. regolare) ISBN 978-4-7973-8059-0 (ed. limitata) | 13 giugno 2018    | ISBN 978-88-3275-166-6 |
| 6  | Capitoli - Prologo. Semi di problemi futuri in una notte di luna - Capitolo 1. Il coniglio furioso - Capitolo 2. Shall we dance? - Capitolo 3. Lo scoppio del conflitto - Capitolo 4. Coloro che si riuniscono - Capitolo 5. Il nostro War Game - Epilogo. La Familia Estia                                                                                             |                                                                             |                   |                        |
| 7  | 15 aprile 2015 | ISBN 978-4-7973-8311-9                                                      | 27 marzo 2019     | ISBN 978-88-3275-597-8 |
| 7  | Capitoli - Prologo. La severa divinità, sovrana della capitale del piacere - Capitolo 1. Va tutto a gonfie vele? - Capitolo 2. Corri, Cranel - Capitolo 3. I tormenti della volpe e del coniglio - Capitolo 4. Yoshiwara X Utakata - Capitolo 5. La pietra assassina - Capitolo 6. La brama di un eroe - Capitolo 7. Goddess War - Epilogo. Se avvolta dalla gentilezza |                                                                             |                   |                        |
| 8  | 15 giugno 2015 (ed. regolare & limitata) | ISBN 978-4-7973-8314-0 (ed. regolare) ISBN 978-4-7973-8313-3 (ed. limitata) | 26 febbraio 2020  | ISBN 978-88-3275-867-2 |
| 9  | 12 settembre 2015 | ISBN 978-4-7973-8500-7                                                      | 5 agosto 2020     | ISBN 978-88-349-0036-9 |
| 10 | 14 maggio 2016 (ed. regolare & limitata) | ISBN 978-4-7973-8677-6 (ed. regolare) ISBN 978-4-7973-8678-3 (ed. limitata) | 10 marzo 2021     | ISBN 978-88-349-0485-5 |
| 11 | 15 ottobre 2016 (ed. regolare & limitata) | ISBN 978-4-7973-8812-1 (ed. regolare) ISBN 978-4-7973-8813-8 (ed. limitata) | 22 settembre 2021 | ISBN 978-88-349-0746-7 |
| 12 | 24 maggio 2017 | ISBN 978-4-7973-9280-7                                                      | 28 aprile 2022    | ISBN 978-88-349-0933-1 |
| 13 | 15 febbraio 2018 (ed. regolare & limitata) | ISBN 978-4-7973-9356-9 (ed. regolare) ISBN 978-4-7973-9357-6 (ed. limitata) | 29 dicembre 2022  | ISBN 978-88-349-1131-0 |
| 14 | 15 dicembre 2018 | ISBN 978-4-7973-9620-1                                                      | 27 settembre 2023 | ISBN 978-88-349-2157-9 |
| 15 | 15 giugno 2019 | ISBN 978-4-7973-9622-5                                                      | —                 | —                      |
| 16 | 14 ottobre 2020 | ISBN 978-4-8156-0756-2                                                      | —                 | —                      |
| 17 | 22 aprile 2021 | ISBN 978-4-8156-0981-8                                                      | —                 | —                      |
| 18 | 24 gennaio 2023 | ISBN 978-4-8156-1371-6                                                      | —                 | —                      |
| 19 | 15 settembre 2023 | ISBN 978-4-8156-1970-1 (ed. regolare) ISBN 978-4-8156-2122-3 (ed. limitata) | —                 | —                      |
| 20 | 15 dicembre 2024 | ISBN 978-4-8156-2869-7 (ed. regolare) ISBN 978-4-8156-3073-7 (ed. limitata) | —                 | —                      |
| 21 | 11 ottobre 2025 | ISBN 978-4-8156-3294-6 (ed. regolare) ISBN 978-4-8156-3293-9 (ed. limitata) | —                 | —                      |

### DanMachi: Sword Oratoria
| Nº | Data di prima pubblicazione                | Data di prima pubblicazione                                                 | Data di prima pubblicazione |
| Nº | Giapponese                                 | Giapponese                                                                  |                             |
| -- | ------------------------------------------ | --------------------------------------------------------------------------- | --------------------------- |
| 1  | 15 gennaio 2014 (ed. regolare & limitata)  | ISBN 978-4-7973-7553-4 (ed. regolare) ISBN 978-4-7973-7554-1 (ed. limitata) |                             |
| 2  | 13 giugno 2014                             | ISBN 978-4-7973-7716-3                                                      |                             |
| 3  | 15 dicembre 2014 (ed. regolare & limitata) | ISBN 978-4-7973-8203-7 (ed. regolare) ISBN 978-4-7973-8150-4 (ed. limitata) |                             |
| 4  | 15 maggio 2015                             | ISBN 978-4-7973-8312-6                                                      |                             |
| 5  | 15 ottobre 2015                            | ISBN 978-4-7973-8508-3                                                      |                             |
| 6  | 15 giugno 2016                             | ISBN 978-4-7973-8846-6                                                      |                             |
| 7  | 15 dicembre 2016 (ed. regolare & limitata) | ISBN 978-4-7973-8934-0 (ed. regolare) ISBN 978-4-7973-8935-7 (ed. limitata) |                             |
| 8  | 15 aprile 2017 (ed. regolare & limitata)   | ISBN 978-4-7973-9234-0 (ed. regolare) ISBN 978-4-7973-9042-1 (ed. limitata) |                             |
| 9  | 15 giugno 2017                             | ISBN 978-4-7973-9281-4                                                      |                             |
| 10 | 15 maggio 2018                             | ISBN 978-4-7973-9460-3                                                      |                             |
| 11 | 15 gennaio 2019                            | ISBN 978-4-8156-0026-6                                                      |                             |
| 12 | 12 luglio 2019                             | ISBN 978-4-8156-0264-2                                                      |                             |
| 13 | 15 febbraio 2023                           | ISBN 978-4-8156-0982-5                                                      |                             |
| 14 | 15 marzo 2023                              | ISBN 978-4-8156-1434-8                                                      |                             |
| 15 | 12 gennaio 2025                            | ISBN 978-4-8156-2870-3 (ed. regolare) ISBN 978-4-8156-2870-3 (ed. limitata) |                             |
| 16 | 11 ottobre 2025                            | ISBN 978-4-8156-3296-0 (ed. regolare) ISBN 978-4-8156-3295-3 (ed. limitata) |                             |

### DanMachi: Familia Chronicle
| Nº | Titolo italiano Giapponese 「Kanji」 - Rōmaji       | Data di prima pubblicazione             | Data di prima pubblicazione |
| Nº | Titolo italiano Giapponese 「Kanji」 - Rōmaji       | Giapponese                              |                             |
| 1  | episode Ryu 「episodeリュー」 - episode Ryū         | 15 marzo 2017 ISBN 978-4-7973-9080-3    |                             |
| 2  | episode Freya 「episodeフレイヤ」 - episode Fureiya | 12 dicembre 2019 ISBN 978-4-8156-0464-6 |                             |
| 3  | episode Ryu 2 「episodeリュー2」 - episode Ryū 2    | 14 ottobre 2023 ISBN 978-4-8156-2369-2  |                             |
| 4  | episode Asfi 「episodeアスフィ」 - Episode Asufi    | 11 ottobre 2025 ISBN 978-4-8156-3297-7  |                             |

### Storie secondarie
| Nº | Data di prima pubblicazione | Data di prima pubblicazione | Data di prima pubblicazione |
| Nº | Giapponese                  | Giapponese                  |                             |
| -- | --------------------------- | --------------------------- | --------------------------- |
| 1  | 14 aprile 2023              | ISBN 978-4-8156-1966-4      |                             |
| 2  | 15 maggio 2023              | ISBN 978-4-8156-1967-1      |                             |

### DanMachi: Orario Stories
| Nº | Data di prima pubblicazione | Data di prima pubblicazione | Data di prima pubblicazione |
| Nº | Giapponese                  | Giapponese                  |                             |
| -- | --------------------------- | --------------------------- | --------------------------- |
| 1  | 15 giugno 2023              | ISBN 978-4-8156-1965-7      |                             |

### Argonaut
| Nº | Data di prima pubblicazione | Data di prima pubblicazione | Data di prima pubblicazione |
| Nº | Giapponese                  | Giapponese                  |                             |
| -- | --------------------------- | --------------------------- | --------------------------- |
| 1  | 14 luglio 2023              | ISBN 978-4-8156-1968-8      |                             |
| 2  | 31 agosto 2023              | ISBN 978-4-8156-1969-5      |                             |